# خط متروپولیتن
خط متروپولیتن (انگلیسی: Metropolitan line) یکی از خط‌های متروی لندن است.
این خط که در سال ۱۸۶۳ راه‌اندازی شده است دارای ۳۴ ایستگاه و ۶۷ کیلومتر طول می‌باشد، ایستگاه متروی آلدگیت شرقی‌ترین و ایستگاه امرشام غربی‌ترین ایستگاه این خط می‌باشد.

## ایستگاه‌ها
به ترتیب از شرق به غرب.
| ایستگاه                             | تصویر | افتتاح          | شاخه      | اطلاعات اضافه | موقعیت                                                        |
| ----------------------------------- | ----- | --------------- | --------- | --- | ------------------------------------------------------------- |
| ایستگاه متروی آلدگیت                |       | ۱۸ نوامبر ۱۸۷۶  | Circle    | پایانی | ۵۱°۳۰′۵۰″ شمالی ۰۰۰°۰۴′۳۴″ غربی / ۵۱٫۵۱۳۸۹°شمالی ۰٫۰۷۶۱۱°غربی |
| ایستگاه خیابان لیورپول              |       | ۱۲ ژوئیه ۱۸۷۵   | Circle    | Originally Bishopsgate, renamed ۱ نوامبر ۱۹۰۹                                                                                        | ۵۱°۳۱′۰۷″ شمالی ۰۰۰°۰۴′۵۳″ غربی / ۵۱٫۵۱۸۶۱°شمالی ۰٫۰۸۱۳۹°غربی |
| ایستگاه مورگیت                      |       | ۲۳ دسامبر ۱۸۶۵  | Circle    | Originally Moorgate Street, renamed ۲۴ اکتبر ۱۹۲۴                                                                                    | ۵۱°۳۱′۰۷″ شمالی ۰۰۰°۰۵′۱۹″ غربی / ۵۱٫۵۱۸۶۱°شمالی ۰٫۰۸۸۶۱°غربی |
| ایستگاه متروی باربیکان              |       | ۲۳ دسامبر ۱۸۶۵  | Circle    | Originally Aldersgate Street, renamed Aldersgate 1910, Aldersgate and Barbican 1923, Barbican 1968                                   | ۵۱°۳۱′۱۳″ شمالی ۰۰۰°۰۵′۵۲″ غربی / ۵۱٫۵۲۰۲۸°شمالی ۰٫۰۹۷۷۸°غربی |
| ایستگاه فرینگدون                    |       | ۱۰ ژانویه ۱۸۶۳  | Circle    | Resited 22 December 1865. Originally Farringdon Street, renamed Farringdon & High Holborn 1922, Farringon 1936                       | ۵۱°۳۱′۱۲″ شمالی ۰۰۰°۰۶′۱۹″ غربی / ۵۱٫۵۲۰۰۰°شمالی ۰٫۱۰۵۲۸°غربی |
| ایستگاه متروی کینگز کراس سنت پنکراس |       | ۱۰ ژانویه ۱۸۶۳  | Circle    | Station resited 1941. Originally King's Cross, renamed King's Cross & St Pancras 1925, King's Cross St Pancras 1933.                 | ۵۱°۳۱′۴۹″ شمالی ۰۰۰°۰۷′۲۷″ غربی / ۵۱٫۵۳۰۲۸°شمالی ۰٫۱۲۴۱۷°غربی |
| ایستگاه متروی میدان یوستون          |       | ۱۰ ژانویه ۱۸۶۳  | Circle    | Originally Gower Street, renamed 1909                                                                                                | ۵۱°۳۱′۳۳″ شمالی ۰۰۰°۰۸′۰۹″ غربی / ۵۱٫۵۲۵۸۳°شمالی ۰٫۱۳۵۸۳°غربی |
| ایستگاه متروی خیابان گریت پورتلند   |       | ۱۰ ژانویه ۱۸۶۳  | Circle    | Originally Portland Road, renamed Great Portland Street 1917, Great Portland Street & Regent's Park 1923, Great Portland Street 1933 | ۵۱°۳۱′۲۶″ شمالی ۰۰۰°۰۸′۳۸″ غربی / ۵۱٫۵۲۳۸۹°شمالی ۰٫۱۴۳۸۹°غربی |
| ایستگاه متروی خیابان بیکر           |       | ۱۰ ژانویه ۱۸۶۳  | Main line | Metropolitan line platforms date from 1868                                                                                           | ۵۱°۳۱′۱۹″ شمالی ۰۰۰°۰۹′۲۵″ غربی / ۵۱٫۵۲۱۹۴°شمالی ۰٫۱۵۶۹۴°غربی |
| ایستگاه فینچلی                      |       | ۳۰ ژوئن ۱۸۷۹    | Main line | Finchley Road (South Hampstead) from 1885 to 1914                                                                                    | ۵۱°۳۲′۵۰″ شمالی ۰۰۰°۱۰′۴۹″ غربی / ۵۱٫۵۴۷۲۲°شمالی ۰٫۱۸۰۲۸°غربی |
| ایستگاه متروی پارک ومبلی            |       | ۱۲ مه ۱۸۹۴      | Main line | | ۵۱°۳۳′۴۹″ شمالی ۰۰۰°۱۶′۴۶″ غربی / ۵۱٫۵۶۳۶۱°شمالی ۰٫۲۷۹۴۴°غربی |
| ایستگاه متروی پرستون رود            |       | ۲۱ مه ۱۹۰۸      | Main line | Resited 1931/2 | ۵۱°۳۴′۲۰″ شمالی ۰۰۰°۱۷′۴۳″ غربی / ۵۱٫۵۷۲۲۲°شمالی ۰٫۲۹۵۲۸°غربی |
| ایستگاه متروی نورثویک پارک          |       | ۲۸ ژوئن ۱۹۲۳    | Main line | Originally Northwick Park & Kenton, renamed 1937                                                                                     | ۵۱°۳۴′۴۳″ شمالی ۰۰۰°۱۹′۰۷″ غربی / ۵۱٫۵۷۸۶۱°شمالی ۰٫۳۱۸۶۱°غربی |
| ایستگاه هارو-آن-ده-هیل              |       | ۲ اوت ۱۸۸۰      | Main line | Originally Harrow, renamed 1894 | ۵۱°۳۴′۴۶″ شمالی ۰۰۰°۲۰′۱۳″ غربی / ۵۱٫۵۷۹۴۴°شمالی ۰٫۳۳۶۹۴°غربی |
| ایستگاه متروی هارو غربی             |       | ۱۷ نوامبر ۱۹۱۳  | Uxbridge  | | ۵۱°۳۴′۴۷″ شمالی ۰۰۰°۲۱′۱۲″ غربی / ۵۱٫۵۷۹۷۲°شمالی ۰٫۳۵۳۳۳°غربی |
| ایستگاه متروی رینرز لین             |       | ۲۶ مه ۱۹۰۶      | Uxbridge  | | ۵۱°۳۴′۳۱″ شمالی ۰۰۰°۲۲′۱۷″ غربی / ۵۱٫۵۷۵۲۸°شمالی ۰٫۳۷۱۳۹°غربی |
| ایستگاه متروی ایستکوت               |       | ۲۶ مه ۱۹۰۶      | Uxbridge  | | ۵۱°۳۴′۳۶″ شمالی ۰۰۰°۲۳′۴۹″ غربی / ۵۱٫۵۷۶۶۷°شمالی ۰٫۳۹۶۹۴°غربی |
| ایستگاه متروی رویسلیپ مانور         |       | ۵ اوت ۱۹۱۲      | Uxbridge  | | ۵۱°۳۴′۲۴″ شمالی ۰۰۰°۲۴′۴۵″ غربی / ۵۱٫۵۷۳۳۳°شمالی ۰٫۴۱۲۵۰°غربی |
| ایستگاه متروی رویسلیپ               |       | ۴ ژوئیه ۱۹۰۴    | Uxbridge  | | ۵۱°۳۴′۱۷″ شمالی ۰۰۰°۲۵′۱۶″ غربی / ۵۱٫۵۷۱۳۹°شمالی ۰٫۴۲۱۱۱°غربی |
| ایستگاه متروی ایکنهام               |       | ۲۵ سپتامبر ۱۹۰۵ | Uxbridge  | | ۵۱°۳۳′۴۳″ شمالی ۰۰۰°۲۶′۳۱″ غربی / ۵۱٫۵۶۱۹۴°شمالی ۰٫۴۴۱۹۴°غربی |
| ایستگاه متروی هیلینگدون             |       | ۱۰ دسامبر ۱۹۲۳  | Uxbridge  | Renamed Hillingdon (Swakeleys) 1934, suffix gradually dropped. Resited and rebuilt 1992                                              | ۵۱°۳۳′۱۴″ شمالی ۰۰۰°۲۷′۰۰″ غربی / ۵۱٫۵۵۳۸۹°شمالی ۰٫۴۵۰۰۰°غربی |
| ایستگاه متروی اوکسبریج              |       | ۴ ژوئیه ۱۹۰۴    | Uxbridge  | Station resited from Belmont Road in ۱۹۳۸ پایانی                                                                                     | ۵۱°۳۲′۴۵″ شمالی ۰۰۰°۲۸′۴۲″ غربی / ۵۱٫۵۴۵۸۳°شمالی ۰٫۴۷۸۳۳°غربی |
| ایستگاه متروی هارو شمالی            |       | ۲۲ مارس ۱۹۱۵    | Main line | | ۵۱°۳۵′۰۶″ شمالی ۰۰۰°۲۱′۴۵″ غربی / ۵۱٫۵۸۵۰۰°شمالی ۰٫۳۶۲۵۰°غربی |
| ایستگاه متروی پینر                  |       | ۲۵ مه ۱۸۸۵      | Main line | | ۵۱°۳۵′۳۴″ شمالی ۰۰۰°۲۲′۵۰″ غربی / ۵۱٫۵۹۲۷۸°شمالی ۰٫۳۸۰۵۶°غربی |
| ایستگاه متروی نورثوود هیلز          |       | ۱۳ نوامبر ۱۹۳۳  | Main line | | ۵۱°۳۶′۰۲″ شمالی ۰۰۰°۲۴′۳۳″ غربی / ۵۱٫۶۰۰۵۶°شمالی ۰٫۴۰۹۱۷°غربی |
| ایستگاه متروی نورثوود               |       | ۱ سپتامبر ۱۸۸۷  | Main line | The last station within لندن بزرگ | ۵۱°۳۶′۳۹″ شمالی ۰۰۰°۲۵′۲۸″ غربی / ۵۱٫۶۱۰۸۳°شمالی ۰٫۴۲۴۴۴°غربی |
| ایستگاه متروی مور پارک              |       | ۹ مه ۱۹۱۰       | Main line | Originally Sandy Lodge, renamed Moor Park & Sandy Lodge 18 October 1923, Moor Park ۲۵ سپتامبر ۱۹۵۰                                   | ۵۱°۳۷′۴۷″ شمالی ۰۰۰°۲۵′۵۸″ غربی / ۵۱٫۶۲۹۷۲°شمالی ۰٫۴۳۲۷۸°غربی |
| ایستگاه متروی کروکسلی               |       | ۲ نوامبر ۱۹۲۵   | Watford   | Originally Croxley Green, renamed ۲۳ مه ۱۹۴۹                                                                                         | ۵۱°۳۸′۵۱″ شمالی ۰۰۰°۲۶′۲۹″ غربی / ۵۱٫۶۴۷۵۰°شمالی ۰٫۴۴۱۳۹°غربی |
| ایستگاه متروی واتفورد               |       | ۴ نوامبر ۱۹۲۵   | Watford   | پایانی | ۵۱°۳۹′۲۷″ شمالی ۰۰۰°۲۵′۰۳″ غربی / ۵۱٫۶۵۷۵۰°شمالی ۰٫۴۱۷۵۰°غربی |
| ایستگاه ریکمنزوورث                  |       | ۱ سپتامبر ۱۸۸۷  | Main line | | ۵۱°۳۸′۲۵″ شمالی ۰۰۰°۲۸′۲۴″ غربی / ۵۱٫۶۴۰۲۸°شمالی ۰٫۴۷۳۳۳°غربی |
| ایستگاه چورلیوود                    |       | ۸ ژوئیه ۱۸۸۹    | Main line | Originally Chorley Wood, renamed Chorley Wood & Chenies 1 November 1915, Chorley Wood 1934, Chorleywood 1964                         | ۵۱°۳۹′۱۵″ شمالی ۰۰۰°۳۱′۰۶″ غربی / ۵۱٫۶۵۴۱۷°شمالی ۰٫۵۱۸۳۳°غربی |
| ایستگاه چالفونت و لتیمر             |       | ۸ ژوئیه ۱۸۸۹    | Main line | Originally Chalfont Road, renamed ۱ نوامبر ۱۹۱۵                                                                                      | ۵۱°۴۰′۰۴″ شمالی ۰۰۰°۳۳′۴۰″ غربی / ۵۱٫۶۶۷۷۸°شمالی ۰٫۵۶۱۱۱°غربی |
| ایستگاه متروی چشام                  |       | ۸ ژوئیه ۱۸۸۹    | Chesham   | پایانی | ۵۱°۴۲′۱۹″ شمالی ۰۰۰°۳۶′۴۱″ غربی / ۵۱٫۷۰۵۲۸°شمالی ۰٫۶۱۱۳۹°غربی |
| ایستگاه امرشام                      |       | ۱ سپتامبر ۱۸۹۲  | Main line | Renamed Amersham & Chesham Bois 12 March 1922, Amersham ۱۹۳۷ پایانی                                                                  | ۵۱°۴۰′۲۷″ شمالی ۰۰۰°۳۶′۲۷″ غربی / ۵۱٫۶۷۴۱۷°شمالی ۰٫۶۰۷۵۰°غربی |

## نگارخانه

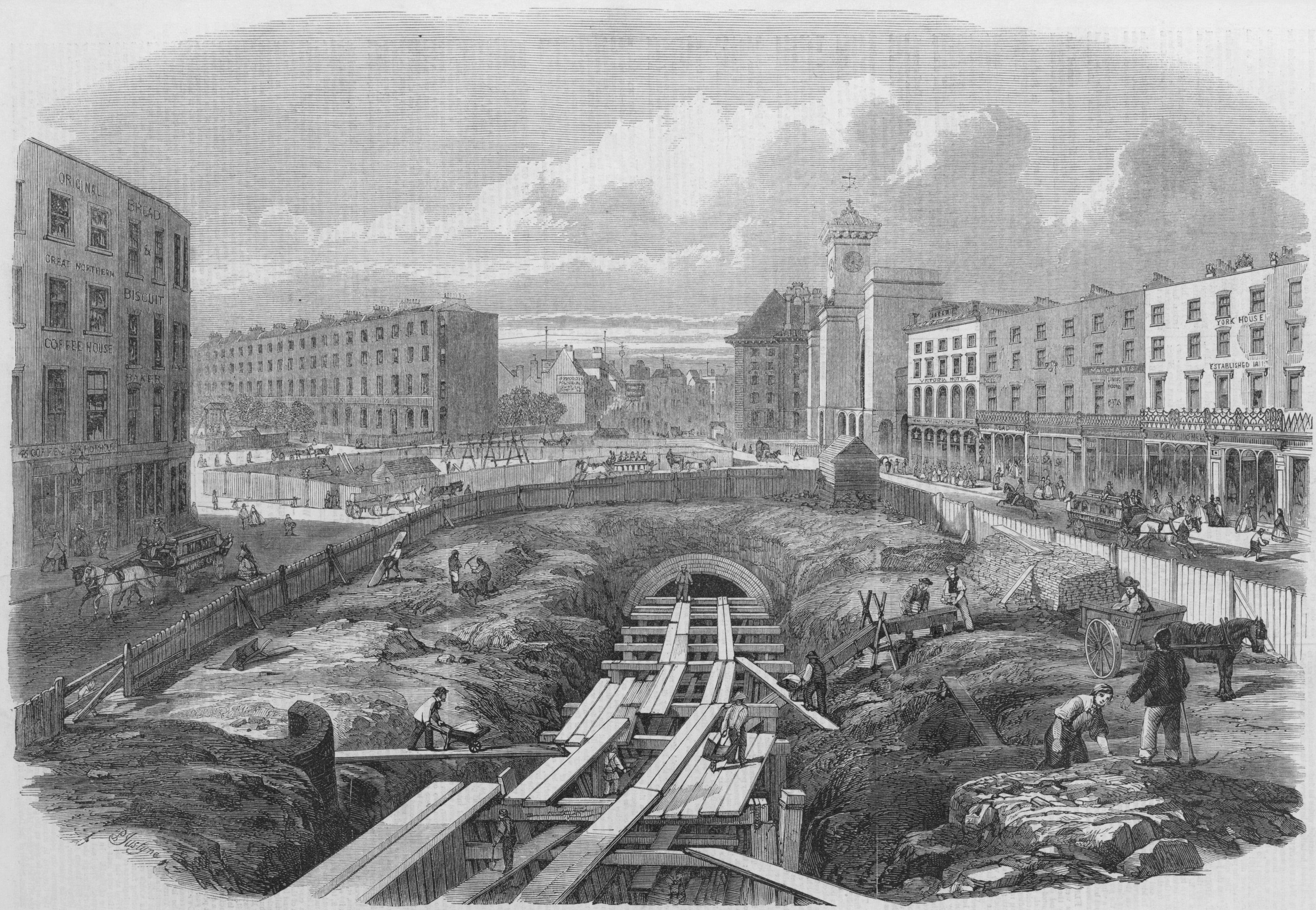
تصویری از ساخت مترو لندن در سال ۱۸۶۳
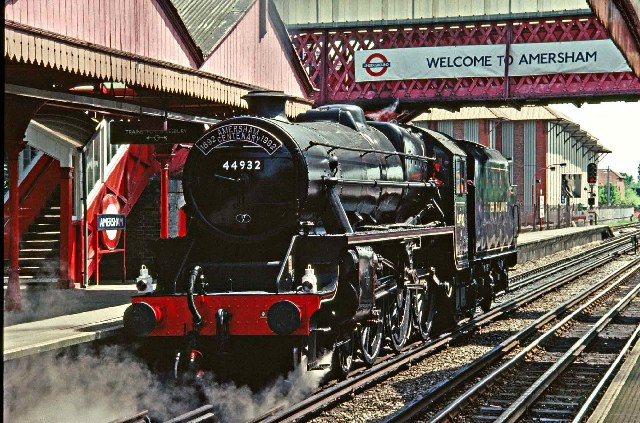
۱۹۹۲
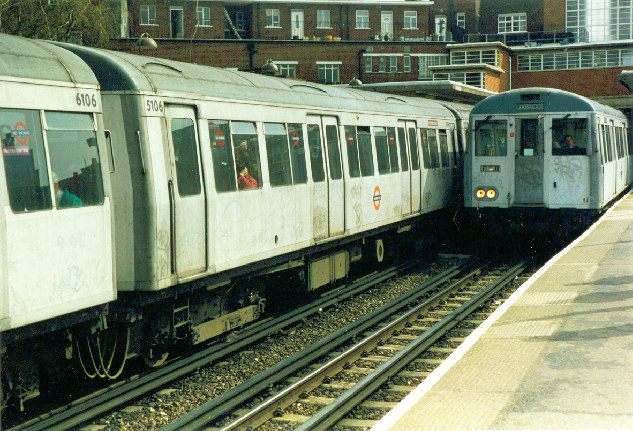
۱۹۹۴
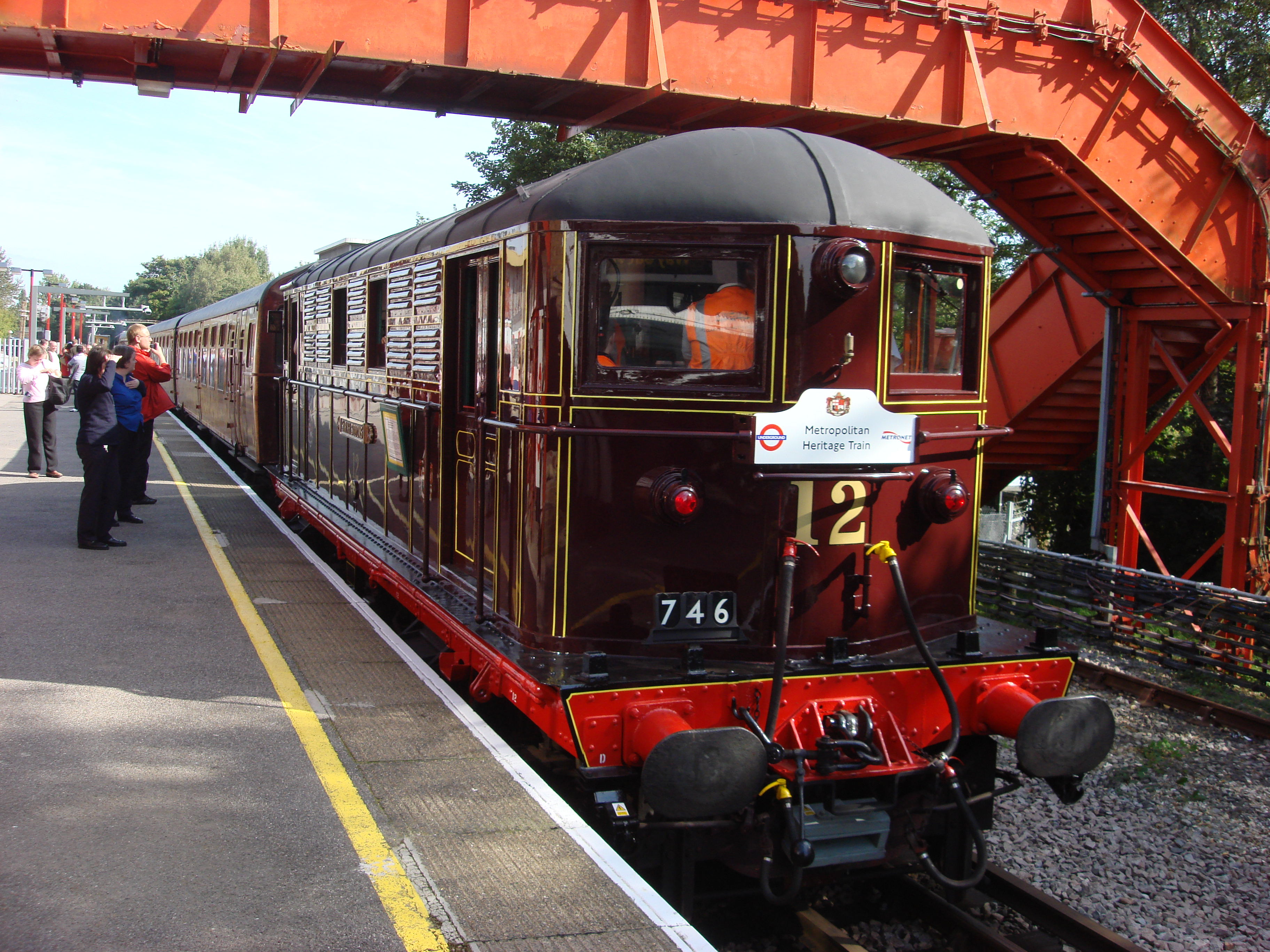
۲۰۰۸
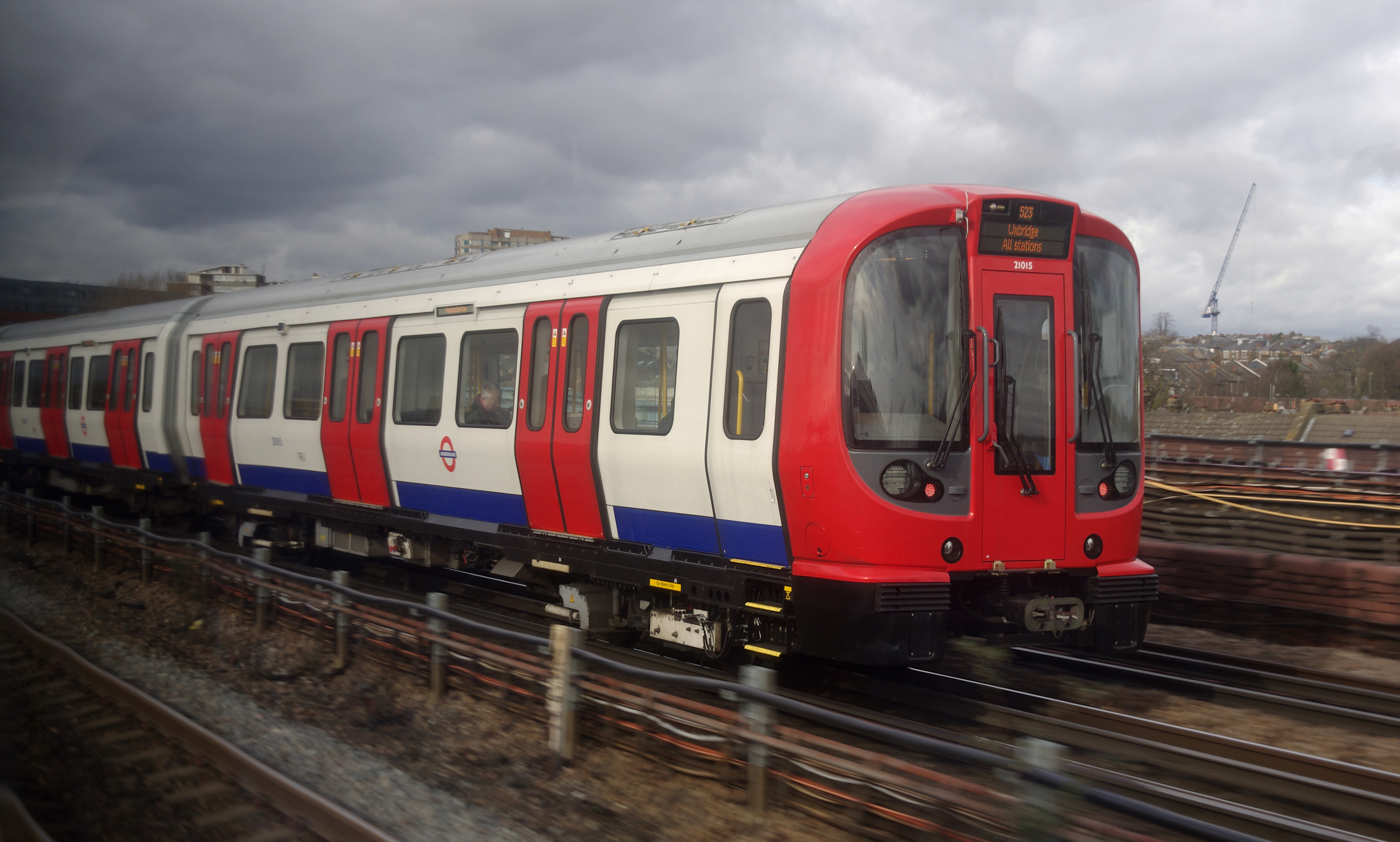
۲۰۱۲